# جیک رید (بازیکن فوتبال)
جیک رید (انگلیسی: Jake Reed؛ زادهٔ ۱۳ مهٔ ۱۹۹۱) بازیکن فوتبال اهل بریتانیا است.
از باشگاه‌هایی که در آن بازی کرده‌است می‌توان به باشگاه فوتبال گریت یارموث تاون، باشگاه فوتبال لوستوفت، باشگاه فوتبال داگنم و ردبریج، و باشگاه فوتبال سادبوری اشاره کرد.